# Eulocastra pallida
Eulocastra pallida là một loài bướm đêm trong họ Noctuidae.